# 陳士
陳士（1957年—），台灣人，中國圍棋會七品職業棋士。

## 生平
3個冠軍，4個亞軍，在台灣圍棋冠軍榜上排名第十名，活躍於1982年—1984年其間名人三連霸後放棄頭銜赴美留學，現偶爾以業餘身份出現在比賽場上。

## 升段紀錄
- 1979年2月23日 榮譽職業棋士(半職業)
- 1982年4月2日 敘任八品。
- 時間不詳 晉升七品

## 戰績
| 頭銜   | 期數     | 通算期數 | 備註                     |
| ------ | -------- | -------- | ------------------------ |
| 名人   | 第9-11期 | 通算3期  | 累積3冠2亞,5-6期亞軍     |
| 國手   |          |          | 舊國手戰第5期（累積1亞） |
| 永大杯 |          |          | 累積1亞,第5期永大杯亞軍  |

- 舊國手戰（應昌期基金會主辦）。1981年—1999年，共19屆。詳見台灣國手戰。

### 國際戰績
| 頭銜 | 年份 | 期數 | 最佳成績 | 註 |
| ---- | ---- | ---- | -------- | -- |
|      |      |      |          |    |